# Sammlung Beck
Die Sammlung Beck (auch Pop-Sammlung Beck) ist die Kunstsammlung des verstorbenen Düsseldorfer Rechtsanwalts Heinz Beck. 

## Die Sammlung
Das Spektrum der Arbeiten reicht von  Joseph Beuys bis zu den Berliner Kritischen Realisten, von Timm Ulrichs bis zum Wiener Aktionismus, von den Nouveaux Réalistes bis zu Fluxus. Im Zentrum der Sammlung steht die originäre englische und amerikanische Pop-Art, vertreten durch unter anderem Andy Warhol, Roy Lichtenstein oder Richard Hamilton, flankiert von ihren kontinentaleuropäischen, insbesondere den deutschen, Varianten und Entsprechungen. Auf Druckgrafiken und den in den 60er Jahren aufkommenden Multiples liegt außerdem ein Schwerpunkt. Nach seinem Tod im Jahr 1988 wurde die rund 2000 Stücke umfassende Sammlung testamentarisch dem Wilhelm-Hack-Museum in Ludwigshafen am Rhein vermacht, wo sie seither regelmäßig in Ausstellungen einer breiten Öffentlichkeit zugänglich gemacht wird.